# O Reino do Amanhã
O Reino do Amanhã (Kingdom Come, no original em inglês) é uma minissérie de banda desenhada publicada em 1996 pela DC Comics, escrita por Mark Waid e Alex Ross e ilustrada com arte pintada de Ross. A história se passa num futuro distópico do universo DC, com um Superman envelhecido e aposentado, onde os heróis atuais perderam o respeito pela humanidade, o que obriga os antigos heróis a retornarem à ativa para pôr um fim aos atos violentos cometidos por seus sucessores.

## Desenvolvimento
Quando o artista Alex Ross estava trabalhando em Marvels, publicada em 1994, ele decidiu criar uma "grande obra" similar sobre os personagens da DC Comics. Ross escreveu um esboço manuscrito de 40 páginas sobre o que se tornaria Reino do Amanhã e apresentou a ideia a James Robinson, como um projeto similar a Watchmen (1986-1987) e ao infame "trabalho perdido" de Alan Moore, Twilight of the Superheroes. Por fim, Ross associou-se ao escritor Mark Waid, que foi recomendado pelos editores devido à sua forte familiaridade com a história dos super-heróis da DC.

## Enredo
Toda história é vista pelo pastor Norman McCay, que é feito invisível, inaudível e intangível pelo Espectro.
Quando o Coringa matou todos os funcionários do Planeta Diário — incluindo Lois Lane e exceto Clark Kent —, Magog, um herói em ascensão muito violento, e o próprio Superman, vão em busca do vilão. Por puro acaso, Magog encontra o Coringa segundos antes do Superman e tira-lhe a vida friamente. Magog é julgado e absolvido pela vontade da população. O Superman fica constrangido com essa manifestação popular em defesa de um assassino e se aposenta, indo morar em sua Fortaleza da Solidão. E com isso, outros heróis da antiga geração também desaparecem.
Cerca de vários anos depois, um grupo formado por Magog e versões de heróis da Charlton Comics perseguem o Parasita no Kansas. O Parasita, num golpe, rasga o peito do Capitão Átomo e este explode, liberando toda sua radiação quântica numa detonação nuclear, varrendo do mapa até cidades próximas. Magog sobreviveu devido a invulnerabilidade.
Superman retoma então sua função heroica, e encontra o mundo povoado por heróis sem virtudes, inundado por super seres que não se importam mais com os humanos e só se preocupam em lutar, sem saber ao certo por que lutam, que gastam seu tempo unicamente em lutas uns com os outros, pouco se preocupando em proteger o cidadão comum. Outros heróis mais antigos viviam em suas próprias utopias particulares:
- Lanterna Verde (Alan Scott): (retratado como um cavaleiro de armadura de energia verde, um verdadeiro Gladiador Esmeralda) vigiava dia e noite de uma cidadela espacial criada com seu anel, esperando uma invasão espacial que nunca vinha;
- Flash: (retratado tendo pele vermelha e o capacete de Hermes, ou de Jay Garrick) Após se fundir com a Força de Aceleração, as moléculas de Flash se tornam instáveis e como resultado, ele está em constante movimentação. Ele é referido como "Wallace West" na adaptação literária de Elliot S! Maggin e posteriormente, Mark Waid confirmou que esse Flash do Reino do Amanhã é Wally West;
- Gavião Negro: (retratado como um verdadeiro homem-gavião) dedicava-se somente a deter ameaças ecológicas.
- Batman: mantinha Gotham City totalmente sob seu controle, parando qualquer crime com seus Bat-robôs.

Nisso inicia-se o retorno do Superman à ativa. Outros também se motivam a voltar e mostrar um caminho a seguir, onde o mais importante é a vida, coisa esquecida pelos jovens heróis. No decorrer da história alguns se negam a se converterem a essa ressuscitada ordem e são presos em uma cadeia para super seres. Contudo, alguns vilões, chefiados por Lex Luthor, elaboram um plano para se livrarem de todos os super seres e assim dominarem tudo. Com o inicio de uma revolta nessa prisão, Superman voa ao local para impedir que haja uma matança, contudo, é impedido pelo Capitão Marvel, que havia sofrido lavagem cerebral causada por Lex Luthor. Inicia-se então uma grande batalha. Em meio a isso, o governo, preocupado com tudo que estava acontecendo, dispara uma bomba nuclear para destruir todos os super-seres e assim terminar com as ameaças. Percebendo a aproximação da arma, Superman consegue conter o Capitão Marvel e tenta trazê-lo à razão novamente, livrando-o do domínio de Luthor. Em seguida, o Homem de Aço parte para deter a bomba mas, no último momento, é impedido pelo Capitão Marvel que, ao se livrar do domínio de Luthor, percebera seus erros e decide ele próprio parar o artefato. Ele então aciona a palavra mágica Shazam e detona a bomba se sacrificando no processo, restando apenas sua capa que passa a ser usada como bandeira na sede da ONU. A destruição é total e poucos sobrevivem. Dentre estes estão super-seres que foram protegidos pelo anel do Lanterna Verde, Batman e Mulher Maravilha, que não estavam, e o Superman, que resistiu a explosão. Então, o Superman vai até a ONU, de onde foi lançado o míssil, e, tomado por uma imensa fúria começa a derrubar o prédio em cima daqueles que jogaram a bomba nuclear em cima de seus super aliados e Norman McCay vendo a catástrofe iminente resolve se arriscar para convencer o Superman do erro que estava cometendo; nesse instante, os heróis sobreviventes aparecem no prédio da ONU. Feito isso, ele resolve perdoar os humanos retomando a função que não deveria ter abandonado, a de guiar o mundo. O Reino do Amanhã, além da qualidade gráfica e artística, mostrou que os conceitos de não matar dos antigos heróis ainda eram válidos, apesar do tempo e do clamor por personagens mais violentos. Sem dúvida, o Reino do Amanhã influenciou positivamente o Universo DC, reavivando muito do ideal e grandeza dos heróis.

## Personagens

Capa da edição definitiva lançada no Brasil, apresentando os heróis da trama

### A Liga da Justiça do Superman
Muitos dos componentes desta Liga da Justiça reformada são personagens antigos com nova aparência ou novos com nomes de heróis clássicos. Entre eles encontram-se:
- Superman: O líder envelhecido da Liga que está lidando com o papel de ser um líder mundial em uma época de tensão extrema. Devido a uma vida inteira absorvendo radiação do sol amarelo, ele está mais forte do que nunca, sendo inclusive imune a Kriptonita.
- Mulher Maravilha: A "tenente" (esposa) do Superman está aos poucos sendo consumida pela ira dirigida a situação mundial em seu exílio em Themyscira. Suas companheiras decretaram sua missão de trazer paz ao "mundo dos homens" um fracasso. Como conclusão, ela recuperou sua posição como Princesa, mas teve de deixar o papel de embaixadora como "Mulher Maravilha" para outras amazonas.
- Robin: Dick Grayson, o primeiro Robin, substituiu Batman na Liga da Justiça.
- Flash: Após se fundir com a Força de Aceleração, as moléculas do Flash se tornaram instáveis e como resultado, ele está constantemente em movimento. Waid confirmou posteriormente que este Flash seria Wally West.
- Lanterna Verde: Terminando sua vigília entre as estrelas, Alan Scott retorna à Terra e se une a cruzada do Superman. Ele não precisa mais de um anel, pois incorporou a bateria que carrega o anel em sua armadura. Como conclusão, ele se torna um dos membros líderes da nação de "Nova Oa".
- Gavião Negro: Agora literalmente um "Homem-Gavião", ele se tornou o Guardião da Natureza. A história não especifica qual versão do Gavião Negro é esta.
- Donna Troy: Vista usando um robe de Amazona, Donna envelheceu consideravelmente, com seus cabelos embranquecendo e ganhando peso.
- Arqueiro Vermelho: O antigo Ricardito e Arsenal agora está seguindo os passos de seu mentor, o Arqueiro Verde, deixando crescer bigode e cavanhaque e usando uma cópia exata da fantasia dele, só que na cor vermelha. Roy é morto na explosão nuclear.
- Aquaman: Garth, o antigo Aqualad, é o herdeiro do manto de seu mentor, o Aquaman original (Arthur Curry). Ele usa uma variação de seu uniforme como Aqualad, mas usa calça comprida e deixou crescer uma barba.
- Capitão Marvel Jr. e Mary Marvel se casam e tem um filho superpoderoso chamado Whiz, que também é membro desta Liga.
- Aleea Strange: Filha de Adam Strange, que herdou o manto de seu pai.
- Poderosa: Karen Starr aparece envelhecida, porém ainda com seus poderes.
- Homem-Robô III: O antigo Cyborg
- Tornado Vermelho: Uma fortemente armada Mathilda Hunkel.
- Bomba Humana: Um meta-humano com capacidade de causar explosões. Dá se á entender que ele seria o antigo herói Detonador.
- Meia-Noite: o Fantasma de Meia-Noite, aparecendo na forma de uma nuvem de fumaça.
- Capitão Cometa: Ele é escolhido por Superman para ser o sentinela do Gulag, a super prisão semelhante e clara homenagem á base dos vilões do desenho Superamigos.
- Homem-Bala e Garota-Bala: Os sucessores da dupla original da Era de Ouro.
- Filha de Brainiac: A prole de Brainiac e ancestral de Brainiac 5.
- Starman: O antigo Ástron, da Legião dos Super-Heróis.
- Guardião Dourado: O segundo clone de Jim Harper, que assumiu o papel de seu predecessor.
- Homem Hora: O sucessor dos dois primeiros Homens Hora, sem ter o poder de seu predecessor.
- Sandman: Previamente Sandy, o garoto dourado, ele tomou o posto de Sandman depois de seu mentor, Wesley Dodds, morrer.
- Boneca Viva: A filha de Doll Man e Doll Girl.
- Tornado: O Fantasma do Tornado Campeão, também conhecido por Tornado Vermelho.
- Avia: A filha de Senhor Milagre e Grande Barda. Ela e seus pais sobrevivem à explosão graças a grande percepção de seu pai.
- Esmaga-Átomo: O afilhado de Átomo. O nome "Esmaga-Átomo" foi cunhado em Reino do Amanhã. Antes desta publicação, ele era conhecido como Nuklon.
- Ray II: Filho do primeiro Ray. Ele foi responsável por remover a radiação de Kansas, duas vezes.
- Power Man: Um andróide programado por Superman.
- Febo: O mais novo elemental do fogo depois de Nuclear.

### Os Renegados de Batman
Batman formou um grupo de meta-humanos, similar aos antigos Renegados, para combater a Liga da Justiça e a Frente de Libertação da Humanidade. Utilizando das diferentes gerações entre os heróis, cinco de seus membros são os filhos dos Titãs originais, enquanto seus pais foram para o lado do Superman:
- Batman: Agora que sua identidade foi revelada, o Homem-Morcego não se esconde mais na aparência do playboy Bruce Wayne. Como resultado, a Mansão Wayne foi destruída por Duas-Caras e Bane. Agora, ele é chamado de Batman mesmo com roupas civis e não se preocupa em vestir a máscara e a capa até a batalha final. Não é mais um exemplo de perfeição humana, sendo obrigado a usar um exoesqueleto para se mover (aqui na mini, ele lembra a versão de Batman Beyond) e usa robôs e uma armadura de batalha para continuar sua guerra contra o crime. Sua desconfiança tanto em Superman quanto em Lex Luthor o leva a formar os Renegados. Ele não concorda com as ideias de nenhum dos planos para fazer um "mundo melhor", alegando que a humanidade deveria tomar suas próprias decisões e arcar com seus erros.
- Ibn al Xu'ffasch: O filho de Batman e Talia al Ghul ( provavelmente Damian Wayne / o Robin mais recente ) herdeiro da organização criminosa de Ra's Al Ghul, é usado como "laranja" para se infiltrar na Frente de Libertação da Humanidade, de Lex Luhtor. Seu papel não é inteiramente revelado até a terceira parte da história, quando está junto dos outros Exilados, antes de Zatara teleportar Batman para a Batcaverna. Seu nome significa, em árabe, "filho do morcego".
- Oliver Queen: Um dos parceiros de Batman, ele foi casado com seu grande amor Dinah Lance, a Canário Negro. Eles tem uma filha, Olivia Queen, que também opera com a identidade de Canário Negro. Foi morto na explosão nuclear, e seu esqueleto pode ser visto à direita do Superman enquanto ele chora por sua esposa.
- Dinah Queen: Um dos operativos de Batman, ela agora utiliza um arco, como seu marido Arqueiro Verde. Ela está entre as fatalidades da batalha do Gulag, com um painel mostrando o Arqueiro Verde segurando-a em seus braços antes dela levar um tiro na cabeça dado pela meta-humana Trix.
- Besouro Azul: Ted Kord, um dos operativos de Batman, que agora veste uma armadura de batalha energizada pelo escaravelho místico que deu os poderes ao primeiro Besouro Azul (Dan Garrett). Kord é morto na explosão nuclear.
- J'onn J'onzz: Outrora o Caçador de Marte, ele agora é uma lembrança de sua personalidade antiga, pois não consegue mais controlar seus poderes. Ele tentou tocar a mente de toda a humanidade de uma vez e não conseguiu segurar as torrentes de ódio, amor, raiva, tristeza e alegria. Com o espírito estilhaçado, ele permanece em sua forma não-corpórea o tempo todo e não participa de nada até Batman persuadi-lo a ajudar uma última vez. Uma filha sua, que adota o nome  de Caçadora de Marte, aparece com o uniforme clássico de J'onn. Ela é vista no chão durante a batalha final na Gulag.
- Kid Flash: A filha de Wally West, Íris.
- Darkstar: Filho de Donna Troy, que tomou o lugar dela como Darkstar da Terra.
- Manto Negro: Filho de Alan Scott e irmão de Jennie-Lynn Hayden. Ele controla sombras e a escuridão. Sua aparência lembra a do Sombra.
- Tula: Filha de Aquaman (o desta minissérie, ou seja, Garth).
- Aço: Depois do Superman ficar recluso, Aço mudou sua devoção para Batman. Ele agora usa um Machado de Batalha com o formato de morcego.
- O Pantera: Um homem-pantera com o espírito do primeiro (Ted Grant).
- Zatara: O filho de Zatanna e John Constantine, e neto de Giovanni Zatara. Além de ser um mago, ele herdou a habilidade de seu pai de ver os mortos.
- Nightstar: A filha de Dick Grayson e Estelar. Ela herdou os poderes e habilidades de sua mãe, mas decidiu não se unir a seu pai na Liga da Justiça. Efetivamente neta adotiva de Batman, ela se aproxima de seu filho natural Ibn al Xu'ffasch.
- Bestiário: Ex-Mutano, cujo poder de se transformar agora se limita a criaturas imaginárias.
- Nucloid: Um super-herói elástico com núcleo atômico.
- Caçadora: Uma super heroína africana baseada em Paula Brooks, a Tigresa.
- Cossack: Um membro de "Os Batmen de Todas as Nações", o campeão da Rússia.
- Ace: Um cão-morcego alienígena, montaria da Batwoman.
- Batwoman: Uma alienígena híbrida de humana e morcego do Quarto Mundo, admiradora do Batman.
- Samurai: Um membro de "Os Batmen de Todas as Nações", o campeão do Japão.
- Dragon: Um membro de "Os Batmen de Todas as Nações", o campeão da China.
- Rastejante: Apesar de ter envelhecido, ele ainda continua com a mesma insanidade de quando jovem. Muda de lado muitas vezes durante a batalha do Gulag, e acaba morto na explosão nuclear.
- Trovão: Jennifer Pierce, uma das filhas de Raio Negro, irmã de Anissa (a Tormenta). Pode ser vista atualmente nas histórias da Sociedade da Justiça.
- Condor: O último Condor Negro.
- Ralph Dibny: O antigo Homem-Elástico, agora não consegue mais fixar uma forma.
- Spy Smasher: Um agente independente pós-Guerra Fria.
- Lady Fantasma: Literalmente um fantasma da versão anterior.
- Capuz Vermelho: Filha do Arqueiro Vermelho com a mercenária Lince.
- Destino: Nabu é capaz de canalizar sua consciência através do elmo e da capa sem a necessidade de um corpo hospedeiro.
- Lanterna Verde: Jade utiliza o manto de Lanterna Verde no lugar de Kyle Rayner. Ela e seu pai, Alan Scott, conseguem salvar alguns meta-humanos da explosão no Gulag, combinando seus poderes para erguerem uma redoma protetora.
- Sr. Escarlate: Um demônio vermelho brilhante de um homem conhecido por ficar no bar da Torre dos Titãs com a filha do Coringa e a nova Trovão.
- Bat-Cavaleiros: Os guardiões robóticos de Gotham City. Têm a aparência de uma versão transformer do Batmóvel da década de 60. No final da saga, eles são pintados de branco e usados como unidades de filtros de ar quando a Mansão Wayne se torna um hospital/abrigo.

### Esquadrão Suicida de Luthor
Desde a partida do Superman, dez anos antes, Luthor e o Esquadrão Suicida vinham conduzindo eventos nos bastidores numa tentativa de destruírem os meta-humanos e controlarem o mundo de uma vez.
- Lex Luthor: O líder do Esquadrão Suicida. Fica louco só com a menção do nome Superman.
- Capitão Marvel: O último trunfo de Luthor para destruir Superman, o agora adulto Billy Batson sofre lavagem cerebral e se torna fisicamente indistinguível de sua forma como Capitão Marvel. Durante a maior parte da história, os compatriotas de Luthor acreditam que é o Capitão Marvel que atende as necessidades de Luthor, quando na verdade é um vulnerável Batson sem poderes.
- Vandal Savage:  Membro do Esquadrão com um poder: imortalidade. O Espectro demonstra grande irritação ao fato de que a imortalidade de Savage o impede de administrar a justiça.
- Mulher Gato: A única mulher do Esquadrão, que ficou rica controlando uma corporação de cosméticos.
- Charada: Esta no Esquadrão apenas por cortesia da Mulher Gato, ele tende a encher a paciência de Luthor.
- Kobra: Um líder oculto do Esquadrão.
- Rei da Royal Flush Gang: O mais novo membro do Esquadrão, e, como Savage, imortal.
- Vermelho, Branco e Azul: Três terroristas fortemente armados. Eles são na verdade andróides sob o controle de Luthor que são usados como espiões na Gulag.

### Meta-humanos perniciosos
Os super-heróis do futuro não tem nenhuma preocupação com a vida humana. Muitos deles foram mortos na batalha de Gulag, mas a maioria fez sua marca no mundo como verdadeiros monstros. Listados abaixo estão os maiores, e alguns outros personagens notáveis.
- Magog: Ironicamente referido como o novo "Homem do Amanhã". Seu primeiro ato como herói foi matar publicamente o Coringa. O vilão havia sido preso pela morte de 92 homens e uma mulher (Lois Lane) no Planeta Diário, mas seria liberado como criminalmente insano e, portanto, não responsável pelos seus atos. Quando o Coringa estava indo para o tribunal, Magog avançou em cima dele e abriu um buraco em seu peito, matando-o instantaneamente. Magog então se rendeu ao Superman. Magog foi liberado de sua acusação de assassinato. Superman, apático pelo apoio ao vigilantismo letal, impôs-se a um exílio. Magog e o composto dos Homens-Metálicos chamado de Liga, foram os únicos sobreviventes do Batalhão da Justiça e parcialmente responsável pela destruição do Kansas, pelo qual Magog busca o perdão.
- Von Bach: Suposto ditador iugoslavo que fala em alemão. Ele é preso na Gulag por matar oponentes que já haviam se rendido. Depois de ser humilhado por Capitão Cometa durante seu encarceramento, ele fez de Cometa sua primeira vítima na rebelião, quebrando-lhe o pescoço.
- 666: Um homem-máquina gótico que tem pouco respeito pelos heróis do passado e é um dos maiores prisioneiros da Gulag. 666 luta com outros meta-humanos por esporte, e não por justiça. Baseado visualmente em Brian Azzarello.
- NIL-8: Um robô superpoderoso, cujo nome é um homófono para “Anihilate” (Aniquilar).
- Filha do Coringa/Arlequina: Uma garota revoltada e uma de muitos seguidores do estilo do Coringa. Ela não possui nenhuma ligação com as outras quatro Arlequinas, Duela Dent ou Harley Quinn. Ela foi uma das sobreviventes da Batalha do Gulag. Depois da Batalha, ela viveu na Ilha Paraíso com a maioria dos outros sobreviventes, e tatuou uma lágrima embaixo de seu olho esquerdo. Foi baseada na escritora de “Scary Godmother”, Jill Thompson. Ela sobrevive a explosão nuclear, protegida pelos Lanternas Verdes e é vista pela ultima vez na Ilha Paraíso.
- Thunder: Um novo Johnny Trovoada com o malicioso espírito de Thunderbolt (Relâmpago), foi um dos sobreviventes da Batalha de Gulag. Pode atirar raios de seus dedos. Seus olhos brilham continuamente. Ele sobrevive e é visto pela ultima vez na Ilha Paraíso.
- Mulher Gato: A meta-humana com armadura é a sucessora de Selina Kyle, sendo mais felina do que a original.
- Manotauro: Um meta-humano que lembra um Minotauro. Na versão romanceada (ou seja, transformada em livro escrito), adaptada por Elliot S. Maggin, ele também se torna professor na Ilha Paraíso, um destino adequado para “aquele cujos ancestrais atormentavam as Amazonas há muito tempo.
- O Americommando e os Homens-Minuto: Um grupo de patriotas selvagens que começaram a matar grupos de imigrantes perto da Estátua da Liberdade. Os Homens-Minuto eram controlados pelo misterioso Brain Trust.
- Trix (de Matrix): Biomecanismo metamorfo. Perto do fim da série, ela acidentalmente atira em Dinah Lance (Canário Negro) na cabeça durante a revolta do Gulag. Ela sobrevive e é vista pela última vez na Ilha Paraíso.
- Capitão Átomo: Membro do Batalhão da Justiça de Magog. Sua morte/detonação nas mãos do vilão Parasita, e a irradiação do Kansas que isso causou, é o motivo do retorno do Superman para a ação.
- Mestre Judoca: Integrante do Batalhão de Justiça do Magog. Ela aparentemente morreu com os outros membros quando o Capitão Átomo foi assassinado.
- Sr. Incrível: O sucessor do Senhor Incrível com armas enormes, ombreiras e outros apetrechos militares. Ele ainda utilizava o logotipo Fair Play “Jogo Limpo”, mas perdeu suas verdadeiras e originais metas. É morto na explosão nuclear.
- Alloy (Liga): A forma combinada dos Homens-Metálicos, um membro do Batalhão de Justiça de Magog. Ele protege Magog de morrer na detonação do Capitão Átomo, mas seu destino é desconhecido. De acordo com os quadrinhos, pedaços derretidos dele são encontrados na cena, então é presumível que ele tenha morrido. Entretanto, ele pode ser visto participando da Batalha do Gulag. Ele possivelmente é o corpo gigante com aparência derretida.
- Sideral: Criança de rua afro-americana, usando uma jaqueta de couro, uma bandana com a bandeira americana e uma camiseta com o mesmo símbolo, invertido. Ela usa o bastão cósmico em conjunto com o cinturão cósmico.
- F.A.I.X.A.: Equipado com vários equipamentos militares como armas automáticas, facas e um colete de Kevlar.
- Thunderbolt: Membro do Batalhão da Justiça de Magog. Morto com a explosão do Capitão Átomo.
- Pacificador: Um membro do Batalhão de Justiça do Magog, ele usa um traje que lembra o Boba Fett. Morre quando Capitão Átomo é detonado.
- Dama Demônio: Uma aspirante a legionária.
- Sombra da Noite: Membro do Batalhão de Justiça do Magog, morre quando o Capitão Átomo explode.
- Demônio Azul II: Um demônio azul e alado do Inferno.
- King Crimson: Gigantesco demônio vermelho com um símbolo do sol no peito.
- Vigilante: Uma versão robótica do original, com um braço de metralhadora.
- Rosa de Tóquio: Uma assassina, mestre de artes marciais japonesa. Ela sobrevive a explosão nuclear pois é salva por Magog.

### Outros
- Norman McCay: Um pastor, amigo de Wesley Doods. È levado pelo Espectro e passa a narra a história.
- Arthur Curry: Arthur abriu mão do manto de Aquaman e dedicou-se por inteiro a seu papel como monarca de Atlantis. Ele é abordado pela Mulher Maravilha para usar os Oceanos como localização da Gulag, mas recusa aceitar qualquer problema do mundo da superfície apesar de apoiar Garth em seu papel como Aquaman.

- Órion: Órion aparece na edição de colecionador de “Reino do Amanhã”, em páginas que Ross adicionou a coleção. Órion matou seu pai Darkseid e tomou seu lugar como líder de Apokolips. Ele tentou levar a democracia até Apokolips, mas foi eleito unanimemente pelos cidadãos apavorados e com suas mentes escravizadas. Na versão literária de Maggin, Órion comenta que recrutou Jimmy Carter, Desmond Tutu e Mikhail Gorbachev para ajudá-lo a fazer uma eleição justa, mas falhou.

- Desafiador: Ele perdeu ou esqueceu sua aparência normal, e aparece como um esqueleto usando seu uniforme de Deadman (ou Desafiador, dependendo da tradução). Ele não é identificado por seu codinome, e simplesmente se apresenta como “Boston” (não é uma referência à cidade, mas a seu nome verdadeiro, Boston Brand). Na versão literária de Maggin, ele explica porque ninguém da Quintessência se envolverá – a situação quase sempre se torna pior, usando a intervenção de Zeus em Tróia como exemplo.

- Espectro: O espectro pega Norman McCay através de eventos de um possível futuro. Seu foco é determinar quem é o responsável por um inevitável evento apocalíptico. Entretanto, suas habilidades não são como eram antes, e ele precisa de uma perspectiva humana para julgar os eventos. Numa conversa com McCay, Deadman/Desafiador menciona que o Espectro se tornou cada vez mais desprovido de humanidade, conforme o tempo passou, e, além de sua capa, ele está nu (uma atitude similar a de Doctor Manhattan do quadrinho Watchmen). O Espectro é convencido por McCay a tentar ver através de uma perspectiva humana e, como Jim Corrigan, ele pode ser visto na congregação da igreja de McCay, no fim da história. E também no Planeta Krypton, visivelmente chateado por existir uma comida com seu nome, uma pequena porção de espinafre e queijo cottage.

- Parasita: Ao contrário de sua persona normal, o Parasita é retratado como um vilão instável com severa perda de memória de curto tempo, e é um covarde. Ele literalmente corta Capitão Átomo quando faz contato com ele, causando uma explosão nuclear que destrói o Kansas.

- Phil Sheldon: Phil Sheldon, protagonista da minissérie Marvels (trabalho anterior de Alex Ross), faz uma ponta na segunda edição e no epílogo.
- Gladiador dourado não é visto explicitamente, mas é citado no final da história como dono do restaurante de Super-herói.

## Publicação
A obra foi adaptada em um romance, pelo escritor Elliot S. Maggin, lançada por meio da Warner Books, em 1998. Em comemoração aos dez anos do lançamento original da minissérie, a DC publicou Reino do Amanhã em sua linha Absolute, que tem um tamanho maior que o comum em quadrinhos americanos. Além disso, a edição contava com uma slipcase (caixa protetora).

### No Brasil
Reino do Amanhã foi publicada em quatro formatos diferentes no Brasil, sendo a primeira, pela editora Abril em 1997, em quatro edições quinzenais. Em 1998, foi encadernada pela Abril num volume único. Também foi encadernada pela Panini Comics, após esta adquirir os direitos de publicação da DC Comics no Brasil, no ano de 2004. A editora Panini republicou a história em uma 'edição definitiva', em 2013, contendo mais de trezentas páginas, incluindo extras.